# Orrick Township
Orrick Township est un ancien township, situé dans le comté de Ray, dans le Missouri, aux États-Unis,.
Le township est fondé en 1886 et baptisé en référence à la ville d'Orrick.

### Source de la traduction
- (en) Cet article est partiellement ou en totalité issu de l’article de Wikipédia en anglais intitulé « Orrick Township, Ray County, Missouri » (voir la liste des auteurs).